# Nicolae Barb
Nicolae Barb (n. 4 iulie 1875, Jina ) a fost un delegat în Marea Adunare Națională de la Alba Iulia, organismul legislativ reprezentativ al „tuturor românilor din Transilvania, Banat și Țara Ungurească”, cel care a adoptat hotărârea privind Unirea Transilvaniei cu România, la 1 decembrie 1918.:p. 77

## Activitatea politică

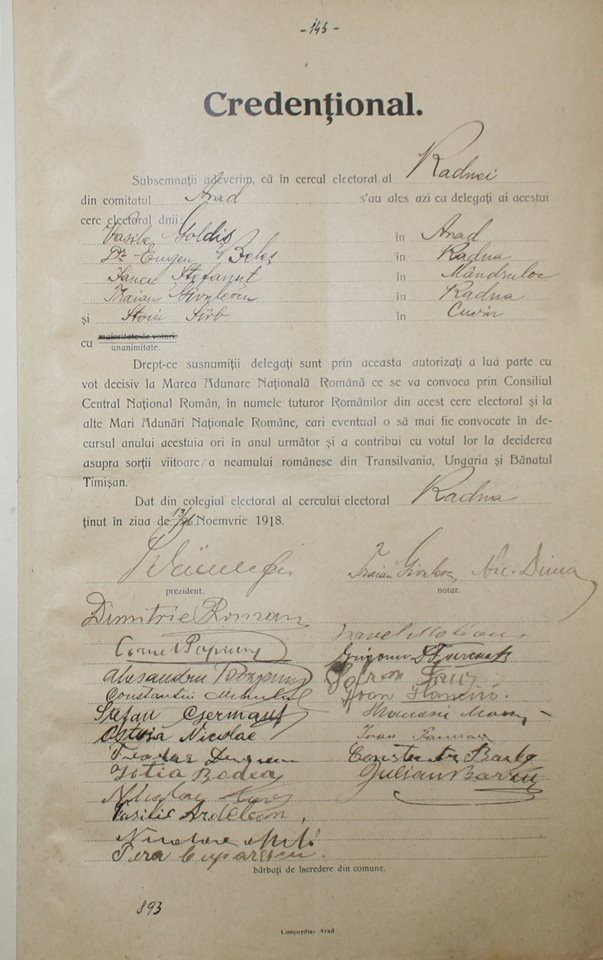
Credențional

A fost membru al consiliului comunal, membru al consiliului bisericesc și primar comunal al comunei Jina, județul Sibiu. A fost delegat al comunei Jina la  Marea Adunare Națională de la Alba Iulia.